# Juninho Quixadá
Pedro Julião Azevedo Junior (ur. 12 grudnia 1985 r. w Quixadá), powszechnie znany jako Juninho Quixadá – brazylijski piłkarz, występujący na pozycji napastnika. Obecnie zawodnik klubu Ceará SC.

## Kariera
Urodzony w Quixadá, Juninho podczas gry w Brazylii reprezentował barwy klubów Ferroviário, a także Bragantino. W 2011 roku przeniósł się do Bułgarii, a konkretnie do  drużyny Łudogorec Razgrad.
Juninho zadebiutował w lidze bułgarskiej w meczu przeciwko Łokomotiwowi Płowdiw, 6 sierpnia 2011 roku. Na swojego pierwszego gola musiał czekać dwa tygodnie po debiucie, gdy trafił do bramki drużyny Widima-Rakowski w wygranym 4-0 spotkaniu. 27 lutego 2014 roku bramka zdobyta przez Brazylijczyka, w końcówce meczu przeciwko S.S. Lazio, dała jego drużynie historyczny awans do 1/8 finału Ligi Europy. Dwumecz przeciwko włoskiej ekipie zakończył się zwycięstwem 4:3 ówczesnych mistrzów Bułgarii.
Na początku 2018 roku, po prawie 7 latach w Bułgarii, klub ogłosił zakończenie współpracy z brazylijskim zawodnikiem. Po tym zdecydował się wrócić do Brazylii, gdzie został zawodnikiem Ferroviário i swojemu nowemu klubowi pomógł wygrać rozgrywki Série D i uzyskać awans do wyższej ligi. Po zapewnieniu sobie awansu, Quixada przeszedł do drużyny Ceará SC, aby pomóc jej w rozgrywkach Série A.

## Statystyki
Według stanu na 26 lutego 2017 roku
| Klub              | Sezon   | Brasileirão | Brasileirão | Paulista A1     | Paulista A1     | Copa do Brasil | Copa do Brasil | Łącznie | Łącznie |
| Klub              | Sezon   | Występy     | Gole        | Występy         | Gole            | Występy        | Gole           | Występy | Gole    |
| ----------------- | ------- | ----------- | ----------- | --------------- | --------------- | -------------- | -------------- | ------- | ------- |
| Bragantino        | 2010    | 10          | 5           | 15              | 2               | ?              | ?              | 25      | 7       |
| Bragantino        | 2011    | 6           | 1           | 10              | 6               | ?              | ?              | 16      | 7       |
| Bragantino        | Łącznie | 16          | 6           | 25              | 8               | 0              | 0              | 41      | 14      |
| Klub              | Sezon   | Grupa A     | Grupa A     | Puchar Bułgarii | Puchar Bułgarii | Kontynentalne  | Kontynentalne  | Łącznie | Łącznie |
| Łudogorec Razgrad | 2011–12 | 11          | 5           | 1               | 0               | –              | –              | 12      | 5       |
| Łudogorec Razgrad | 2012–13 | 15          | 3           | 0               | 0               | –              | –              | 15      | 3       |
| Łudogorec Razgrad | 2013–14 | 30          | 7           | 7               | 0               | 8              | 3              | 45      | 10      |
| Łudogorec Razgrad | 2014–15 | 25          | 10          | 6               | 3               | 2              | 0              | 33      | 13      |
| Łudogorec Razgrad | 2015–16 | 15          | 3           | 0               | 0               | 2              | 0              | 17      | 3       |
| Łudogorec Razgrad | 2016–17 | 18          | 3           | 2               | 0               | 4              | 0              | 24      | 3       |
| Łudogorec Razgrad | Łącznie | 114         | 31          | 16              | 3               | 16             | 3              | 146     | 37      |

## Kariera reprezentacyjna
24 stycznia 2013 roku Quixadá otrzymał bułgarski paszport i od tej chwili jest uprawniony do gry dla reprezentacji Bułgarii. Sam piłkarz stwierdził, że byłby zachwycony gdyby otrzymał możliwość reprezentować Bułgarię na arenie międzynarodowej.

## Tytuły

### Klubowe
Łudogorec
- Bułgarska Grupa A (7): 2011-12, 2012-13, 2013-14, 2014-15, 2015-16, 2016-17, 2017-18
- Puchar Bułgarii (2): 2011-12, 2013-14
- Superpuchar Bułgarii (2): 2012, 2014

 Ferroviário
- Série D: 2018